# Marek Stelar
Marek Stelar, właściwie Maciej Biernawski (ur. 18 września 1976 w Szczecinie) – polski pisarz powieści kryminalnych, przewodnik miejski i modelarz.

## Życiorys
W 2000 ukończył studia na kierunku architektura na Wydziale Architektury i Budownictwa Przestrzennego Politechniki Szczecińskiej. Później, przez kilka lat zajmował się projektowaniem. Do września 2021 pracował w Wydziale Infrastruktury Zachodniopomorskiego Urzędu Wojewódzkiego, gdzie zajmował się sprawami administracji architektoniczno-budowlanej.
Debiutował w 2014 powieścią Rykoszet, która jest pierwszą częścią trylogii o Krugłym i Michalczyku. W 2017 wydał powieść Niepamięć, która zapoczątkowała następną trylogię z inspektorem Suderem. Kolejny cykl, tym razem o Nadkomisarzu Rędzi, zapoczątkowała powieść Blizny. Akcja wszystkich jego powieści dzieje się w Szczecinie lub okolicach (np. Krzywda w Nowym Warpnie).

## Nagrody i wyróżnienia
- 2015 – Złoty Kościej w kategorii kryminał za Twardego zawodnika[6]
- 2021 – wyróżnienie Komendanta Szkoły Policji w Pile w konkursie dla najlepszej polskiej miejskiej powieści kryminalnej roku 2020 za powieść Blizny[7]
- 2022 – wyróżnienie podczas festiwalu pn. Kryminalna Piła za Głębię[8]
- 2022 – nominacja do Nagrody Wielkiego Kalibru za Sektę[9]
- 2023 – Nagroda Wielkiego Kalibru za książkę Krzywda[10][11]
- 2024 – Nagroda Czytelników Wielkiego Kalibru za książkę Milczenie[10]

## Powieści
Cykl o Krugłym i Michalczyku
- Rykoszet (Videograf, 2015)
- Twardy zawodnik (Videograf, 2015)
- Cień (Videograf, 2016)

Cykl o Dariuszu Suderze
- Niepamięć (Filia, 2017)
- Niewiadoma (Filia, 2018)
- Nietykalny (Filia, 2019)

Cykl o Rędzi
- Blizny (Filia, 2020)
- Sekta (Filia, 2021)
- Głębia (Filia, 2021)

Cykl o Przeworskim
- Skrucha (Filia, 2022)
- Krzywda (Filia, 2022)
- Milczenie (Filia, 2023)

Cykl o Iwonie Banach
- Wybrana (Filia, 2023)
- Przegrana (Filia, 2023)

Cykl o Vogelu 
- Ptasznik (Filia, 2024)
- Czarna Wdowa (Filia, 2024)
- Kątnik (Filia, 2025)

Inne
- Blask (Videograf, 2019) (nawiązuje do cyklu o Krugłym)
- Intruz (Filia, 2020)
- Sedno (Granda, 2020)
- Ukryci (Filia, 2022)
- Chaos i spółka na tropie (Frajda, 2023)

## Opowiadania
- Trzeba kaszleć (w czasopiśmie "OkoLica Strachu", 2016)[12]
- Gniew (w czasopiśmie "OkoLica Strachu", 2017)
- Sam przeciw wszystkim (w czasopiśmie "OkoLica Strachu", 2018)
- Upadek (w antologii "Balladyna", 2019)[13]
- Bardzo długa lista (w antologii "Seryjni mordercy", 2020)[14]
- Człowiek znikąd (w antologii "Zbrodnia i kara, 2022)[15]
- Operacja "C" jak Chałupy (w antologii "Kemping Chałupy 9", 2022)[16]